# Lee Ingleby
Lee Ingleby (Burnley, 28 gennaio 1976) è un attore e sceneggiatore britannico.

## Biografia
Nato nel Lancashire, in Inghilterra. Prima di frequentare la scuola di arte drammatica London Academy of Music and Dramatic Art di Londra, Lee ha studiato al college Accrington and Rossendale. Il suo primo ruolo importante è stato quello del giovane protagonista nella miniserie della BBC Nature Boy, insieme a Paul McGann. Nel 2001, ha interpretato Smike nella versione televisiva di The Life and Adventures of Nicholas Nickleby, con James D'Arcy e Sophia Myles, mentre l'anno successivo si è dedicato allo spettacolo teatrale Borstal Boy, basato debolmente sulla vita del poeta/attivista irlandese Brendan Behan, nel quale ha interpretato un bulletto crudele in un collegio inglese per ragazzi "difficili". Per quanto riguarda altre serie televisive, Lee ha recitato in Hustle, Clocking Off, No Angels, Fat Friends, Jonathan Creek, Dalziel and Pascoe, Cadfael (Pellegrino dell'Odio) e The Bill. Ha avuto ruoli di supporto quali Gustave in La leggenda di un amore - Cinderella, con Drew Barrymore, e Hollom nel film del 2003 di Peter Weir, Master and Commander: The Far Side of the World. Nel 2004 ha avuto un ruolo piccolo ma cruciale in Haven, che ha lanciato Orlando Bloom. Il film, che è stato visto in prima mondiale al Toronto Film Festival, è stato però pubblicato commercialmente solo nel 2006, a seguito di pesanti modifiche. Lee, inoltre, è apparso come ospite nella avventura audio di Doctor Who, Terror Firma.
Nel 2001 ha recitato nel cortometraggio Cracks in the Ceiling, del quale ha scritto la sceneggiatura e nel quale è comparso anche suo padre, Gordon Ingleby. Uno dei suoi lavori successivi è stato l'adattamento televisivo, nel 2006, di The Wind in the Willows, nel quale ha interpretato Mole, insieme a Bob Hoskins nel ruolo di Badger, Matt Lucas nel ruolo di Toad e Mark Gatiss nel ruolo di Ratty. Ha interpretato il Detective Sergente John Bacchus in tutti gli episodi della serie televisiva poliziesca della BBC L'ispettore Gently, ed è apparso successivamente in un adattamento modernizzato della fiaba Raperonzolo, parte della serie Fairy Tales. Quando non compare in televisione o al cinema, Lee rimane attivo sui palchi teatrali, nei quali conserva un certo numero di crediti. Ha recitato, infatti, nel ruolo di Puck in Sogno di una notte di mezza estate di Shakespeare, nel ruolo di Alexander in Cressida di Nicholas Wright e nel ruolo di Katurian in The Pillowman di Martin McDonagh. Il suo ultimo ruolo teatrale è stato quello di Zygmunt nello spettacolo Our Class, tenutosi da settembre 2009 a gennaio 2010 al Cottesloe Theatre.

## Filmografia

### Cinema
- La leggenda di un amore - Cinderella (Ever After), regia di Andy Tennant (1998)
- Borstal Boy, regia di Peter Sheridan (2000)
- Cracks in the Ceiling, regia di Susan Jacobson - cortometraggio (2001)
- Master & Commander - Sfida ai confini del mare (Master and Commander: The Far Side of the World), regia di Peter Weir (2003)
- Harry Potter e il prigioniero di Azkaban (Harry Potter and the Prisoner of Azkaban), regia di Alfonso Cuarón (2004)
- Haven, regia di Frank E. Flowers (2004)
- Shadow of the Sword - La leggenda del carnefice (The Headsman), regia di Simon Aeby (2005)
- L'ultima legione (The Last Legion), regia di Doug Lefler (2007)
- Don't, episodio di Grindhouse, regia di Edgar Wright (2007)
- Post-It Love, regia di Simon Atkinson, Adam Townley - cortometraggio (2009)
- Doghouse, regia di Jake West (2009)
- Best Laid Plans, regia di David Blair (2012)
- The Lost King, regia di Stephen Frears (2022)

### Televisione
- Soldier Soldier – serie TV, 7 episodi (1997)
- Killer Net – miniserie TV (1998)
- In the Red – serie TV, 3 episodi (1998)
- Metropolitan Police – serie TV, episodio Puzzled (1998)
- Cadfael - I misteri dell'abbazia (Cadfael) – serie TV, 1 episodio (1998)
- The Dark Room – serie TV, 1 episodio (1999)
- Dalziel and Pascoe – serie TV, episodio The British Grenadier (1999)
- Junk – film TV (1999)
- Jonathan Creek – serie TV, episodio The Three Gamblers (2000)
- Nature Boy – miniserie TV (2000)
- Spaced – serie TV, episodio Gone (2001)
- The Life and Adventures of Nicholas Nickleby – film TV (2001)
- Impact – film TV (2002)
- Clocking Off – serie TV, 1 episodio (2002)
- Fat Friends – serie TV, episodio Sweet and Sour (2002)
- No Angels – serie TV, 1 episodio (2004)
- Blue Murder – serie TV, episodio Up In Smoke (2004)
- Early Doors – serie TV, 4 episodi (2004)
- Hustle - I signori della truffa (Hustle) – serie TV, episodio The Lesson (2005)
- Coming Up – serie TV, episodio Karma Cowboys (2005)
- Life on Mars – serie TV, 1 episodio (2006)
- The Streets – serie TV, 6 episodi (2006)
- The Wind in the Willows – film TV (2006)
- Miss Marple (Agatha Christie's Marple) – serie TV, episodio 3x04 (2007)
- The Worst Journey in the World – film TV (2007)
- Fairy Tales – serie TV, 1 episodio (2008)
- A Place of Execution – miniserie TV (2008)
- Crooked House – miniserie TV, 4 episodi (2008)
- L'ispettore Gently (Inspector George Gently) – serie TV, 25 episodi (2007-2017)
- Criminal: Regno Unito (Criminal: UK) – serie TV, 3 episodi (2019)
- The Serpent Queen – serie TV, 4 episodi (2022)
- The A Word – serie TV, 18 episodi (2016-2020)
- The Long Shadow - miniserie TV (2023)

## Doppiatori italiani
Nelle versioni in italiano delle opere in cui ha recitato, Lee Ingleby è stato doppiato da:
- Mirko Mazzanti in La leggenda di un amore - Cinderella
- Luigi Morville in Master & Commander - Sfida ai confini del mare
- Simone Crisari in Harry Potter e il prigioniero di Azkaban
- Marco Baroni in Miss Marple
- Alessio De Filippis in L'ispettore Gently
- Edoardo Stoppacciaro in The Lost King
- Fabio Gervasi in The Serpent Queen